# هايل عبد الحميد
هايل رضا طه عبد الحميد المشهور بكنيته أبو الهول عسكري فلسطيني من مواليد صفد عام 1937، وهو أحد مؤسسي حركة فتح بألمانيا والنمسا - شارك في تأسيس حركة فتح بالقاهرة سنة 1964 وكان أمين سر التنظيم ومعتمد إقليم في لبنان سنة 1972 ومسؤولًا لجهاز الأمن والمعلومات لحركة فتح ثم عمل مفوضًا لجهاز الأرض المحتلة حتى تاريخ اغتياله.

## النشأة والعمل
هاجر عام النكبة مع أهله إلى سوريا وكان في سن العاشرة تقريباً، ودرس في ألمانيا وهناك تعرف على الأخوة هاني الحسن وأمين الهندي ويحيى عاشور وآخرين وكانوا إحدى النوى الشبابية وغيرها في دول غربية أخرى التي تجمعت في بوتقة نضالية. تدرب على السلاح وانخرط في جيش التحرير الفلسطيني وقد أُصيب في إحدى معارك الحرب العام 1967 في قدمه.
في سنة 1972 عُيّن مندوباً لحركة فتح عقب اغتيالات الفردان عام 1973 ثم تسلم مسؤولية الأمن الثوري في فتح. حوصر مع خليل الوزير «أبو جهاد» وقوات الثورة الفلسطينية في خريف 1983 في طرابلس من قبل المنشقين والقوات السورية، ثم انضم لهم ياسر عرفات حتى 19 كانون الأول/ديسمبر 1983 حين غادر طرابلس بحراً برفقة ياسر عرفات والقوات الفلسطينية. تولّى مسؤولية الأمن والمعلومات لحركة «فتح» إلى جانب صلاح خلف «أبو إياد». وعمل مفوضاً لجهاز الأرض المحتلة بعد استشهاد خليل الوزير «أبو جهاد»، إضافة إلى مسؤولياته في جهاز الأمن، واستمرّ في ذلك حتى تاريخ استشهاده مع صلاح خلف وفخري العمري.

## اغتياله
اغتيل مع صلاح خلف «أبو اياد» في 14 يناير 1991 في منطقة حمام الأنف التونسية عن طريق حمزة أبو زيد. ودفن في مقبرة شهداء فلسطين في مدينة حمام الأنف مع أبي إياد.